# 大評議会 (サンマリノ)
大評議会（だいひょうぎかい、イタリア語: Consiglio Grande e Generale）は、サンマリノの立法府である。

## 議院概要

### 定数
60人。

### 選挙
1945年から2007年まで拘束名簿式比例代表制。
同年、過半数ボーナス制度を導入し、最大の得票を得た政党リストの獲得議席が少なくとも35議席を獲得するよう配分する。例えば勝者(複数政党の連合可)が第2ラウンド後に31議席に達した場合、勝者の4つのボーナス議席は、ドント法を使用してランク付けされた最も弱い少数派の議席から差し引かれる。
2019年6月2日の住民投票で、総選挙の30日後にどちらも連立政権を樹立できない場合に限り、第2回投票を30日後に実施することを義務付ける、選挙制度の改正が承認された。

### 選挙資格と被選挙資格
- 選挙資格：18歳以上の国民。
- 被選挙資格：25歳以上の国民。

### 任期
5年。ただし、大評議会が解散された場合、任期満了前に終了する。

### 会派
| 政党名 | 政党名                       | 政党名                       | 議席数 |
| ------ | ---------------------------- | ---------------------------- | ------ |
|        | サンマリノ・キリスト教民主党 | サンマリノ・キリスト教民主党 | 22     |
|        | リベラ・サンマリノ─社会党    | リベラ・サンマリノ─社会党    | 10     |
|        | 社会民主党                   | 社会民主党                   | 8      |
|        | 未来の共和国                 | 未来の共和国                 | 8      |
|        | 明日 - 自由運動              | 明日 - 自由運動              | 5      |
|        | 改革派同盟                   | 改革派同盟                   | 4      |
|        | 市民運動レーテ               | 市民運動レーテ               | 3      |